# Mosh Ben-Ari
Mosh Ben-Ari (hebreo: מוש בן ארי; nacido en Afula Israel) es un cantante, compositor, músico, DJ y productor israelí.

## Biografía
Nacido en una familia judía de origen yemení e iraquí. Sus primeros acercamientos a la música fueron orientados hacia el canto étnico, folklórico y música tradicional judía durante su infancia y comenzó a estudiar música y practicar diversos instrumentos a la edad de 16 en diferentes países incluidos India, Sahara y la Península del Sinai.
En 1995 con la ayuda de amigos fundó la World Music Ensemble y la banda Sheva, proyectos con los que lanzó varios álbumes y realizó diversos conciertos alrededor del mundo.
En 2001, Ben-Ari lanza su álbum debut como solista Ad Elay ("עד אלי") y posteriormente Derekh ("דרך") en 2004 y Masa UMatan ("מסע ומתן") en 2006.
Ben-Ari es también un prestigioso DJ de música electrónica y ha sido coach en la versión israelí de La Voz.